# Snorri Sturluson

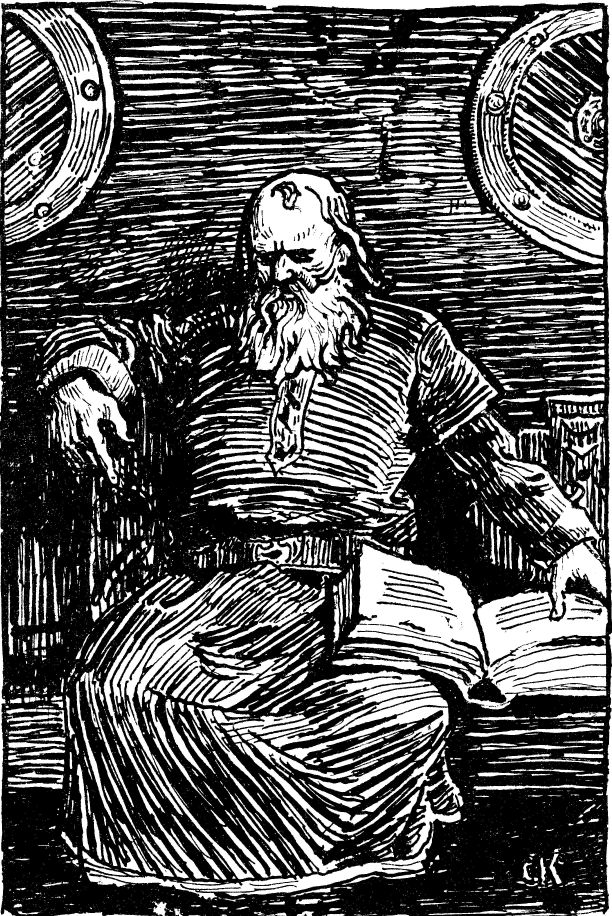
Snorri Sturluson - ilustrație de Christian Krohg din Heimskringla, ediția din 1890

Snorri Sturluson (1178 – 23 septembrie, 1241), fiul lui Sturla Þorðarson și al lui Gudny Bödvarsdóttir, este unul dintre cei mai importanți politicieni și cărturari din Islanda secolului al XIII-lea.

## Viața și opera lui Snorri Sturluson
Tatăl lui Snorri este un politician abil și intrigant, temut de marile familii dominante din Islanda. Într-o încercare de a câștiga bunăvoința unui adversar periculos, influentul goði Jón Loptsson se oferă să îl educe și să îl crească pe fiul mai mic al lui Sturla. La curtea din Oddi a lui Jón Loptsson, Snorri învață să scrie și să citească și studiază latina, teologia, istoria, geografia și dreptul islandez. Cunoștințele sale în aceste domenii sunt reflectate în opera sa, care pe lângă Edda mai cuprinde și Heimskringla, o istorie a regilor Norvegiei, și probabil încă două saga, cea despre regele Óláfr cel Sfânt (Óláfs saga hins helga) și cea despre poetul Egill Skallagrímsson (Egils saga), un strămoș islandez din vârsta eroică vestit al lui.
Cunoștințele juridice și calitățile deosebite de politician  și orator îi aduc de două ori învestirea în cea mai înaltă funcție în alþing, aceea de lögsögumaðr, proclamator al legii, funcție echivalentă aceleia de președinte al adunării, care se acorda pe trei ani și presupunea recitarea în fiecare an a unei treimi din corpusul de legi islandez. Snorri a fost lögsögumaðr prima oară între 1215 și 1218. Calitățile sale de excepție  fac să fie reînvestit de trei ori între 1222 și 1231.
Între 1218 și 1220 se află pentru prima oară în Norvegia, unde se împrietenește cu ducele Skúli, un om important de la curte, care îl introduce în cercul apropiaților tânărului rege Hákon Hákonarson. Între 1237 și 1239, Snorri se află pentru a doua oară în Norvegia. Apropierea de curtea regală norvegiană i-a fost fatală: în 1241, în contextul încercărilor regelui Hákon de extindere a autorității sale asupra Islandei, Snorri a fost omorât la reședința sa din Reykholt, din ordinul monarhului norvegian, fiind bănuit de implicare într-o revoltă condusă de ducele Skúli.